# UGC 8331
UGC 8331 est une galaxie irrégulière située à environ une vingtaine de millions d'années-lumière de la Terre dans  la constellation des Chiens de chasse. S'étendant sur une distance de 16 000 par 5 000 années-lumière, elle fait partie du groupe de M51.
La structure à grande échelle de la galaxie est désorganisée. Elle comprend deux amas d'étoiles à ses extrémités en plus de l'amas central. Ces amas empêchent de déterminer la courbe de rotation des galaxies et contribuent aux estimations de distances divergentes,.